# Egon Kracht

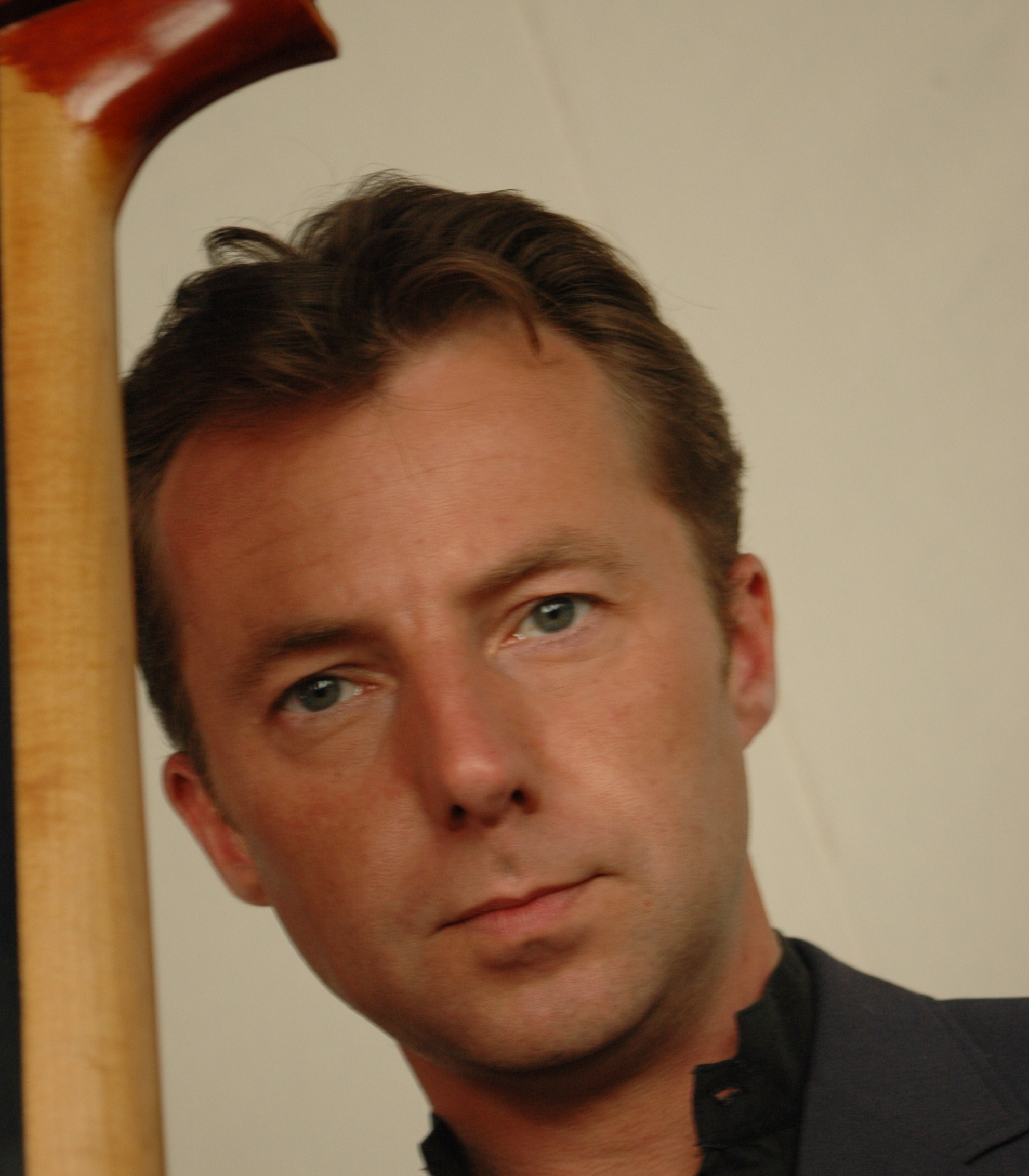
Egon Kracht (2005)

Egon Kracht (* 29. Oktober 1966 in Velsen) ist ein niederländischer Jazzmusiker (Kontrabass, Komposition).

## Leben und Wirken
Kracht, der in IJmuiden und Beverwijk aufwuchs, erhielt Unterricht auf dem Kontrabass bei Hans van Meegen, Wilbur Little und Ernst Glerum. Von 1986 bis 1991 studierte er  auf dem Sweelinck Conservatorium in Amsterdam bei Arnold Dooyeweerd und Joop van Liere. Arrangieren lernte er bei Misha Mengelberg und Steve Galloway.
Bereits als Schüler spielte er in Bands wie Syntheless oder Begoniah, für die er (deutlich beeinflusst von Niko Langenhuijsen) komponierte. 1987 gewann er mit dem Rockjazz-Trio Trits den Wettbewerb beim Middelsee Jazztreffen in Leeuwarden. 1997 wurde er Mitglied in einem Quartett von Theo Loevendie und Pierre Courbois; auch in den nächsten Jahren spielte er regelmäßig in verschiedenen Formationen von Courbois, aber auch mit Polo de Haas, Dick de Graaf und Mal Waldron. 1994 gründete er seine eigene Egon Kracht & the Troupe, für die er auch komponierte und arrangierte. 2002 führte er mit dieser Band eine Bearbeitung der  Matthäus Passion von Bach auf, im Folgejahr mit Joe’s Garage von  Frank Zappa. In späteren Jahren schrieb er für The Troupe seine eigene Judas Passion (2010) und Het Oog van Leonardo (2013).
Weiter komponierte er die Kammeroper Waarde, die 2011 in der Philharmonie von Haarlem uraufgeführt wurde. Im selben Jahr wurde sein Werk  Stabat Mater, Stabat Pater im Muziekgebouw aan 't IJ in Amsterdam uraufgeführt. Seit 1997 arbeitete er zudem mit dem Kabarettisten und Sänger Maarten van Roozendaal zusammen, mit dem er mehrere Alben einspielte; das Programm Het Wilde Westen wurde 2008 mit dem Kabarettpreis Poelifinario ausgezeichnet. Ferner nahm er auch mit Wende Snijders auf.

## Diskographische Hinweise
- Pierre Courbois’ Jubilation: Réouverture (1992)
- Polo de Haas Kwartet: Soolmaan (1992)
- Pierre Courbois Quintet: Live in Germany (1996)
- The Troupe: Broadway will Burn! (1996)
- The Troupe: Mattheus Passion (2003)
- The Troupe: Aus Liebe - Excerpts from the St. Matthews Passion (2006)
- The Troupe: Hauser Orkater Tribuut (2010)
- The Troupe: Judas Passion (DVD, 2011)
- The Troupe: Stabat Mater Stabat Pater (2014)